# Norm Peterson (Politiker)
Hon. Norman „Norm“ Thomas Peterson (* 1939) ist ein australischer parteiloser Politiker, der von 1979 bis 1993 Mitglied sowie zwischen 1990 und 1993 Sprecher des South Australian House of Assembly war.

## Leben
Norman „Norm“ Thomas Peterson, der in seiner Jugend Boxer und Rugby-Union-Spieler war, war als Hafenarbeiter in Port Adelaide tätig und wurde bei der Wahl am 15. September 1979 als der Australian Labor Party (ALP) nahestehender Parteiloser im Wahlkreis Semaphore erstmals zum Mitglied des South Australian House of Assembly gewählt, des Unterhauses des Parlaments von South Australia, und konnte sich dabei gegen den bisherigen Wahlkreisinhaber Jack Olson von der ALP durchsetzen. Er vertrat diesen Wahlkreis bis zu dessen Auflösung am 10. Dezember 1993.
Am 8. Februar 1990 wurde Peterson als Speaker zum Sprecher des House of Assembly gewählt und trat damit die Nachfolge von John Trainer von der ALP an. Er bekleidete das Amt des Parlamentspräsidenten bis zum 10. Dezember 1993, woraufhin Graham Gunn von der Liberal Party of Australia am 11. Februar 1994 neuer Sprecher wurde. Bei einem Misstrauensantrag der Opposition gegen die Regierung von Premier Lynn Arnold am 18. November 1992 wegen der politischen Folgen des Zusammenbruchs der State Bank of South Australia unterstützte er Arnold, der daraufhin im Amt bleiben konnte. Nachdem sein Sitz im Rahmen einer Neuverteilung abgeschafft worden war, kandidierte er bei der Wahl am 11. Dezember 1993 erfolglos für den South Australian Legislative Council, das Oberhaus des Parlaments. Er erhielt mit 1,14 Prozent der Stimmen jedoch weit weniger als die 8,3 Prozent, die für die Wahl in den Legislativrat erforderlich waren. Am 26. Mai 1994 wurde ihm aufgrund einer mindestens dreijährigen Amtszeit als Sprecher der Legislativversammlung der Höflichkeitstitel The Honourable verliehen.
Für seine Verdienste wurde ihm am 1. Januar 2001 anlässlich des 100-jährigen Bestehens des Australischen Bundes die Centenary Medal verliehen.

## Hintergrundliteratur
- Parliament of South Australia: Statistical Record of the Legislature 1836–2007 (Memento vom 11. März 2019 im Internet Archive)
- Robert Martin: Responsible Government in South Australia, Band 2, Wakefield Press, 2009, ISBN 978-1-86254-844-2, S. 83 f. (Onlineversion (Auszug))

## Weblink
- Hon Norm Peterson. In: Parlament von South Australia. Abgerufen am 2. April 2024 (englisch).